# Рогово (Краснопрудская волость)
Рогово — деревня в Краснопрудской волости Псковского района Псковской области России.
Расположена в 3 км к юго-западу от волостного центра Кирово и в 50 км к югу от города Пскова.
Численность населения деревни по состоянию на 2000 год составляла 8 жителей.